# Anicla mulina
Anicla mulina là một loài bướm đêm trong họ Noctuidae.